# Poliziotto superpiù
Poliziotto superpiù (Brasil:  Super Snooper: Um Tira Genial ) é um filme de comédia de 1980. Estrelado por Terence Hill.

## Enredo
A história do filme baseia-se na história do policial Speed, que sofre uma mutação por meio de uma explosão nuclear. Depois dessa explosão,ele acaba sobrevivendo,e adquirindo superpoderes. A trama do filme gira em torno as confusões armadas por Reed no seu trabalho como policial. Seu único ponto fraco é enxergar a cor vermelha, que ele acaba perdendo seus poderes. Esse ponto fraco é muito utilizado pela Máfia, durante a luta de Speed contra eles.